# (8009) Béguin
8009 Beguin (1989 BA1) – planetoida z grupy pasa głównego asteroid okrążająca Słońce w ciągu 4,62 lat w średniej odległości 2,77 au. Odkryta 25 stycznia 1989 roku.